# Het Lam
Het Lam is de naam van een voormalige windmolen in de tot de Nederlandse gemeente Sluis behorende plaats Oostburg.
Het betrof een ronde stenen molen van het type stellingmolen welke fungeerde als korenmolen.

## Geschiedenis
De molen werd gebouwd in 1845, nadat een standerdmolen ter plaatse was omgewaaid. De molen stond op een verhoging. Bij de bombardementen in 1944 ging deze molen verloren. Na de oorlog werd hier de Gereformeerde kerk gebouwd, die ook Molenbergkerk werd genoemd.